# Kozivka, Ternopil
Kozivka (în ucraineană Козівка) este o comună în raionul Ternopil, regiunea Ternopil, Ucraina, formată numai din satul de reședință.

## Demografie
Componența lingvistică a comunei Kozivka
     Ucraineană (99,75%)
     Alte limbi (0,26%)
Conform recensământului din 2001, majoritatea populației comunei Kozivka era vorbitoare de ucraineană (99,75%), existând în minoritate și vorbitori de alte limbi.